# Xyleborini
Xyleborini là một tông của bọ cánh cứng vỏ cây (hay còn gọi là phân tông Xyleborina của tông Scolytini), một phân hóa cao của phân họ Scolytinae.Nhiều quần thể bọ cánh cứng ambrosia sinh tồn ở lục địa Á-Âu và Châu Mỹ bao gồm loài Xyleborini. Một số loài Xyleborini nổi tiếng là loài xâm hại.
Hầu hết các chi nhỏ và thậm chí chỉ có 1 loài, và gồm 1-8 tá loài. The chi điển hình Xyleborus contains over 500 species, but nó là một unnatural grouping của unrelated species. Key for the world genera của Xyleborini available through a North Carolina State University website.

## Chi
- Amasa Lea 1893
- Ambrosiodmus Hopkins, 1915 - sometimes included in Xyleborus
- Anisandrus Ferrari 1867
- Ambrosiophilus Hulcr & Cognato 2009
- Arixyleborus Hopkins 1915
- Beaverium Hulcr & Cognato 2009
- Diuncus Hulcr & Cognato 2009
- Cnestus Sampson 1911
- Coptoborus Hopkins, 1915
- Coptodryas Hopkins 1915
- Cryptoxyleborus Schedl, 1937
- Cyclorhipidion Hagedorn, 1912 - includes Terminalinus
- Dryocoetoides Hopkins 1915
- Dryoxylon Bright & Rabaglia 1999
- Eccoptopterus Motschulsky 1863
- Euwallacea Hopkins, 1915 - often included in Xyleborus
- Hadrodemius Wood 1980
- Leptoxyleborus Wood 1980
- Microperus Wood 1980
- Pseudowebbia Browne 1962
- Sampsonius Eggers 1935
- Schedlia Browne 1950
- Streptocranus'' Schedl 1939
- Taphrodasus Wood 1980
- Taurodemus Wood 1980
- Theoborus Hopkins 1915
- Webbia Hopkins 1915
- Xyleborinus Reitter, 1913
- Xyleborus - có thể cả paraphyletic with Cyclorhipidion
- Xylosandrus Reitter, 1913

## Hình ảnh

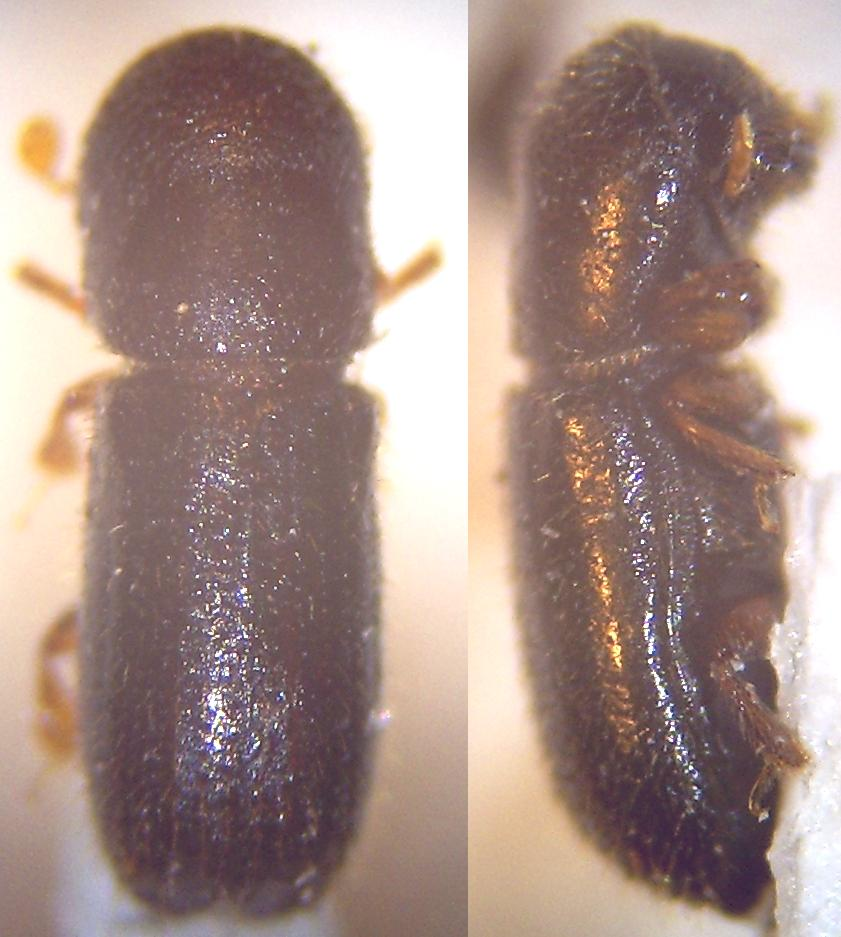

## Footnotes
- Chi list from Michigan State University (MSU) (2004): PEET Xyleborini - Chi list Lưu trữ ngày 24 tháng 8 năm 2007 tại Wayback Machine. Truy cập 2008-JUL-08.